# Głębokie (Ukraina)
Głębokie (ukr. Глибоке, Hłyboke) – wieś na Ukrainie, w obwodzie iwanofrankiwskim, w rejonie iwanofrankiwskim, w hromadzie Bohorodczany. W 2001 roku liczyła 1512 mieszkańców.